# Костер, Лауренс Янсзон
Лауренс Янсзон Костер (фр. Laurens Janszoon Coster; ок. 1370 года, Харлем — ок. 1440 года, там же) — голландский книгопечатник, которому приписывают изобретение книгопечатания между 1426—1440 годами, то есть раньше Гутенберга.
Главным основанием к этому предположению служит помещенный в сочинении голландского историографа XVI века Адриана Юниуса (Hadrianus Junius, 1511—1575), под заглавием «Batavia» (1588), рассказ о том, как Костер изобрёл и стал употреблять подвижные буквы для печатания, сначала из букового дерева, а затем из свинца и олова. Автор этого рассказа, основанного, по-видимому, исключительно на устном предании, утверждал, между прочим, что он сам видел первый грубый опыт печатных работ Костера — книжечку на голландском языке, под заглавием «Зеркало нашего спасения». Он утверждал далее, что один из помощников Костера (как он предполагал — Иоганн Фуст) похитил часть шрифта и другие принадлежности и бежал в Амстердам, затем в Кёльн и Майнц, где, будто бы, и были напечатаны шрифтом Костера некоторые книги. Рассказ Адриана Юниуса вызвал усиленные старания многих исследователей отыскать более положительные свидетельства относительно Костера и его изобретения.